# Copa Ganadores de Copa 1971
De Recopa Sudamericana de Clubes 1971 - ook wel bekend onder de naam Copa Ganadores de Copa 1970 - was de tweede en laatste editie van deze Zuid-Amerikaanse voetbalcompetitie. In tegenstelling tot de eerste editie is dit toernooi niet officieel erkend door de Zuid-Amerikaanse voetbalbond. Het toernooi werd gespeeld in Quito (Ecuador), waar thuisploeg CD América de Quito de sterkste bleek.

## Deelnemers
Aan de Recopa Sudamericana de Clubes deden clubs mee die zich niet hadden gekwalificeerd voor de Copa Libertadores. Elk land had één deelnemer, maar Brazilië en Colombia schreven geen ploeg in. Omdat de Argentijnse en Boliviaanse deelnemer nog niet waren bepaald en de Chileense en Uruguayaanse deelnemer zich terugtrokken werd het toernooi gespeeld met slechts vier ploegen. Hierop werd besloten om deze tweede editie als vriendschappelijk toernooi te spelen en geen beker uit te reiken.
| Land             | Deelnemer              | Kwalificatie |
| ---------------- | ---------------------- | ------------ |
| Argentinië (AFA) | Nog niet bekend        | Bekerwinnaar |
| Bolivia (FBF)    | Nog niet bekend        | Onbekend     |
| Chili (FFCh)     | CS Deportes Concepción | Onbekend     |
| Ecuador (FEF)    | CD América de Quito    | Nummer 3     |
| Paraguay (APF)   | Club Olimpia           | Nummer 3     |
| Peru (FPF)       | Club Juan Aurich       | Nummer 4     |
| Uruguay (AUF)    | CSD Huracán Buceo      | Nummer 3     |
| Venezuela (FVF)  | Valencia FC            | Nummer 3     |

## Toernooi-opzet
De deelnemende clubs werden in twee groepen verdeeld. De ploegen speelden een halve competitie tegen elkaar die in één land werd afgewerkt. De groepswinnaars zouden het tegen elkaar opnemen in de finale, maar omdat één groep in z'n geheel werd geschrapt verviel ook de finale en werd de winnaar van de andere groep uitgeroepen tot eindwinnaar.

### Groepsfase
De groepsfase vond plaats tussen 28 februari en 7 maart. Oorspronkelijk waren er twee groepen, waarvan de winnaars zich zouden plaatsen voor de finale. Omdat er werd besloten om één groep te laten vervallen werd de winnaar van de andere groep automatisch eindwinnaar van de competitie.

#### Groep 1
In Groep 1 zaten de deelnemers uit Argentinië, Bolivia, Chili en Uruguay. Kort voor het begin van de competitie trok de beoogde Chileense deelnemer CS Deportes Concepción zich terug. Omdat het nog niet bekend was wie er namens Argentinië en Bolivia mee zouden doen en omdat er nog geen bevestiging van deelname was gekregen van CSD Huracán Buceo uit Uruguay werd er besloten om Groep 1 te laten vervallen.

#### Groep 2
Groep 2 bestond uit de deelnemers uit Ecuador, Paraguay, Peru en Venezuela. De wedstrijden werden in Quito (Ecuador) gespeeld. Doordat Groep 1 kwam te vervallen werd de winnaar van deze groep ook eindwinnaar van het toernooi. De Zuid-Amerikaanse voetbalbond besliste echter dat het zou worden beschouwd als een vriendschappelijk toernooi en dat er geen beker zou worden uitgereikt.
| Datum   | Team        | Score | Team        |
| ------- | ----------- | ----- | ----------- |
| 28 feb. | Juan Aurich | 1 - 2 | Olimpia     |
| 28 feb. | América     | 1 - 0 | Valencia    |
| 3 maart | América     | 4 - 0 | Juan Aurich |
| 3 maart | Olimpia     | 0 - 0 | Valencia    |
| 7 maart | América     | 0 - 0 | Olimpia     |
| 7 maart | Valencia    | 2 - 2 | Juan Aurich |

| Nr. | Club                | Wedstrijden | Wedstrijden | Wedstrijden | Wedstrijden | Doelpunten | Doelpunten | Doelpunten | Punten |
| --- | ------------------- | ----------- | ----------- | ----------- | ----------- | ---------- | ---------- | ---------- | ------ |
| Nr. | Club                | G           | W           | G           | V           | V          | T          | Saldo      | Punten |
| 1   | CD América de Quito | 3           | 2           | 1           | 0           | 5          | 0          | +5         | 5      |
| 2   | Club Olimpia        | 3           | 1           | 2           | 0           | 2          | 1          | +1         | 4      |
| 3   | Valencia FC         | 3           | 0           | 2           | 1           | 2          | 3          | −1         | 2      |
| 4   | Club Juan Aurich    | 3           | 0           | 1           | 2           | 3          | 8          | −5         | 1      |

| Winnaar Recopa Sudamericana de Clubes 1971 |
| ------------------------------------------ |
| CD América de Quito 1e titel               |